# Schlacht am Malvern Hill
Hampton Roads – Yorktown – Williamsburg – Elthams Landing – Drewrys Bluff – Hanover Courthouse – Seven Pines – Oak Grove – Beaver Dam Creek – Gaines’ Mill – Garnetts & Goldings Farm – Savage’s Station – White Oak Swamp – Glendale – Malvern Hill
Die Schlacht am Malvern Hill, auch unter dem Namen Schlacht bei Pointdexters Farm bekannt, war die letzte Schlacht der Sieben-Tage-Schlacht im Sezessionskrieg. Sie fand am 1. Juli 1862 statt.
General Robert E. Lee führte dabei eine Reihe von unkoordinierten, erfolglosen Angriffen gegen die Stellungen der Potomac-Armee auf dem Malvern Hill durch. Trotz seines Sieges wich Generalmajor George B. McClellan nach Harrisons Landing am James aus. Dort befand sich die Potomac-Armee unter dem Schutz von auf dem Fluss patrouillierenden Kanonenbooten. Die Bedrohung Richmonds, Virginia war abgewehrt. Der Halbinsel-Feldzug endete mit dem Abzug der ersten Großverbände der Potomac-Armee Anfang August.

## Vorgeschichte
Am 26. Juni hatte General Lee die Potomac-Armee am Beaver Dam Creek zum ersten Mal angegriffen. Am folgenden Tag erfolgte ein weiterer Angriff bei Gaines Mill. Beide Male rannte die Nord-Virginia-Armee gegen gute Stellungen an, die die Nordstaatler beide Male ohne wirklich nachhaltigen Widerstand zu leisten, aufgaben. Während der nächsten drei Tage kam es immer wieder zu Gefechten, die durch die Unwegsamkeit des Geländes geprägt waren.
General McClellan hatte am 26., General Lee am 27. Juni gesiegt; die anderen Tage endeten jeweils mit einem Unentschieden. Trotz großer Verluste griff Lee die ausweichende Potomac-Armee weiter an.

## Ausgangslage

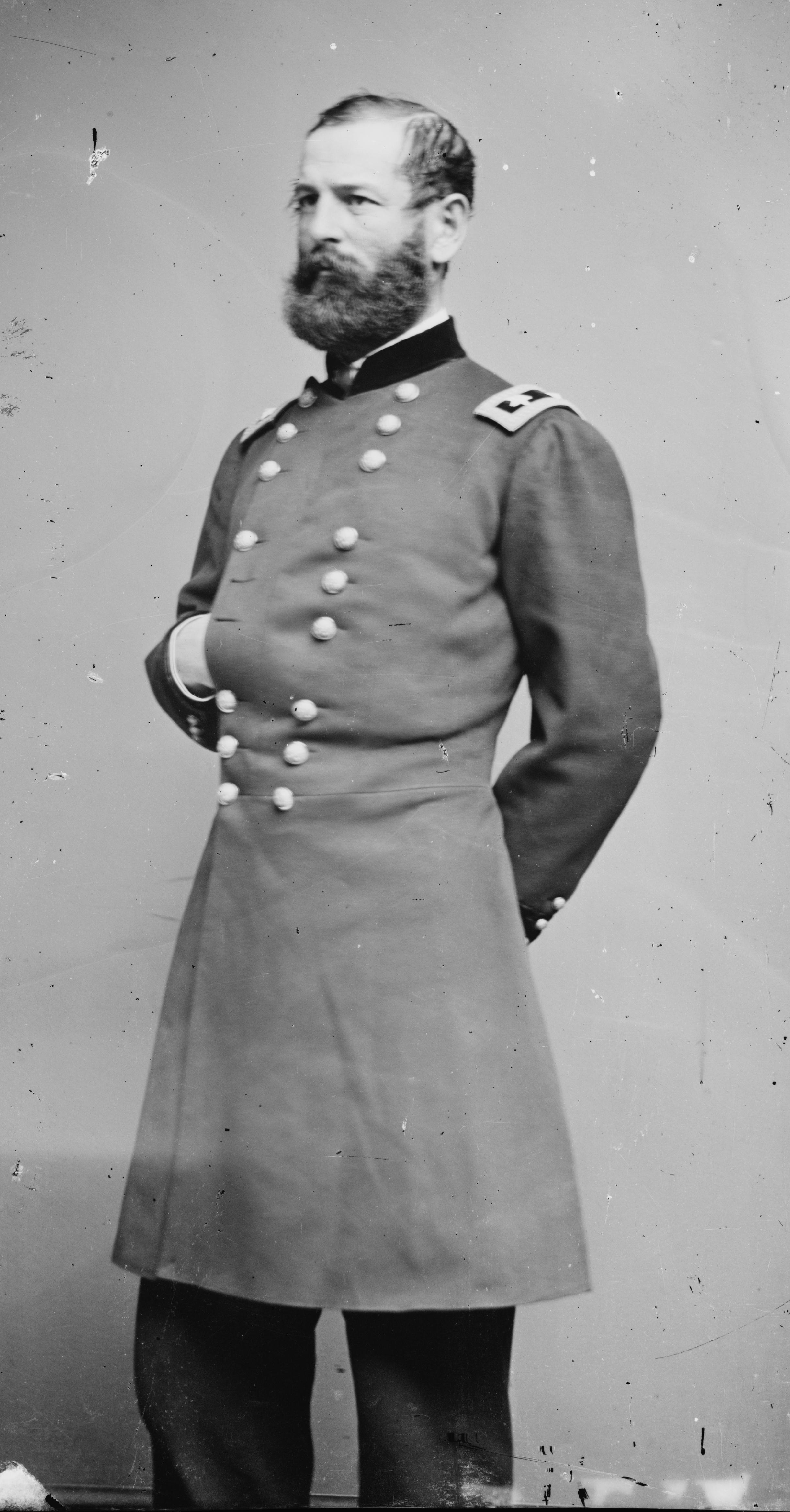
Generalmajor Fitz John Porter

Nachdem es General Lee auch in der Schlacht bei Glendale am 30. Juni nicht gelungen war, die ausweichenden Truppen der Potomac-Armee entscheidend zu schlagen, sah er nur noch eine Möglichkeit, Teile der Potomac-Armee zu schlagen, bevor sie vollständig in den Schutz der auf dem James patrouillierenden Kanonenboote gelangten. Er musste das als Nachhut eingesetzte V. Korps, Brigadegeneral Fitz John Porters, am Malvern Hill besiegen.
Die Kommandierenden Generale der Potomac-Armee hatten in den verschiedenen Schlachten und Gefechten das für eine Verteidigung günstige Gelände nordöstlich von Richmond immer wieder zu ihren Gunsten ausgenutzt. Sie mussten jedoch jeweils auf Befehl McClellans ihre Stellungen aufgeben und in Richtung Harrisons Landing am James ausweichen. Das V. Korps nutzte den Malvern Hill als Verteidigungsstellung, um von dort das Ausweichen der Potomac-Armee zu überwachen. Brigadegeneral Porter führte zusätzlich die Division Brigadegeneral Couchs, die rechts von ihm eingesetzt worden war. Generalmajor McClellan hatte am Vormittag des 1. Juli die Stellungen des Korps abgeritten und für gut befunden. Zusätzlich unterstellte er Porter zehn schwere Geschütze und sagte die Unterstützung durch das Feuer von Kanonenbooten zu. Anschließend ritt McClellan zum James und bestieg ein Kanonenboot, das er zu seinem Hauptquartier gemacht hatte.
Malvern Hill war ein rund 50 m über das Umland ragender Hügel, der von Nord nach Süd über eineinhalb Meilen bis zu der eine halbe Meile breiten Kammlinie anstieg. Diese ansteigende Fläche war offen. Im Westen befanden sich steile, bewaldete Abhänge zu einem Bach, im Osten ein ausgedehntes, mit Bäumen bewachsenes Sumpfgebiet. Ein Angriff auf die Stellungen war deshalb nur frontal möglich.

## Der Plan
General McClellan hatte sich nach der gewonnenen Schlacht am Beaver Dam Creek entschieden, die Versorgungsbasis der Potomac-Armee von White House am York nach Harrisons Landing am James zu verlegen. Er befürchtete von der von ihm als weit überlegen eingeschätzten Nord-Virginia-Armee überflügelt zu werden. Deshalb hatte er das V. Korps über den Pamunkey nach Süden geführt und am 30. Juni Stellungen am Malvern Hill beziehen lassen. Dort sollte das V. Korps die nach der Schlacht bei Glendale ausweichenden Korps und die Versorgungskolonnen der Potomac-Armee aufnehmen und deren Marsch an den James einen Tag sichern. Das III. Korps sicherte die rechte Flanke, das I. Korps blieb in Reserve hinter dem V. Korps.
General Lee war der Überzeugung, die Soldaten der Potomac-Armee seien demoralisiert. Dafür sprachen seiner Meinung nach die Unmengen erbeuteter Versorgungsgüter, unter anderen 30.000 Handwaffen und 50 Kanonen, sowie die mehr als 6.000 Gefangenen. Auch dutzende Versprengte, die die Nord-Virginia-Armee in der Nacht zum 1. Juli aufgriff, verstärkten diese Auffassung.
Am Morgen des 1. Juli erkundete Generalmajor James Longstreet zwei Höhen nördlich des Malvern Hill, von denen mit Artillerie auf die Stellungen Porters gewirkt werden konnte. Lee wollte diese letzte Möglichkeit, der Potomac-Armee eine Niederlage zuzufügen, bevor sie unter den Schutz der Kanonenboote auf dem James entkommen konnte, unbedingt nutzen. Er beabsichtigte deshalb, mit der Artillerie der Nord-Virginia-Armee die gegnerische Artillerie auszuschalten und die Stellungen sturmreif zu schießen. Anschließend wollte er mit Generalmajor Jacksons Korps Porter angreifen und vernichten. Generalmajor Magruder sollte Jacksons Divisionen folgen und rechts von ihnen angreifen. Ebenso sollte Generalmajor Hugers Division dem Angriff folgen, aber erst auf Anweisung von Lee bei Bedarf in die Kämpfe eingreifen. Die Divisionen der Generalmajore Longstreet und A.P.Hill wurden aufgrund der schweren Kämpfe während der Schlacht bei Glendale zunächst als Reserve zurückgehalten.

## Die Schlacht

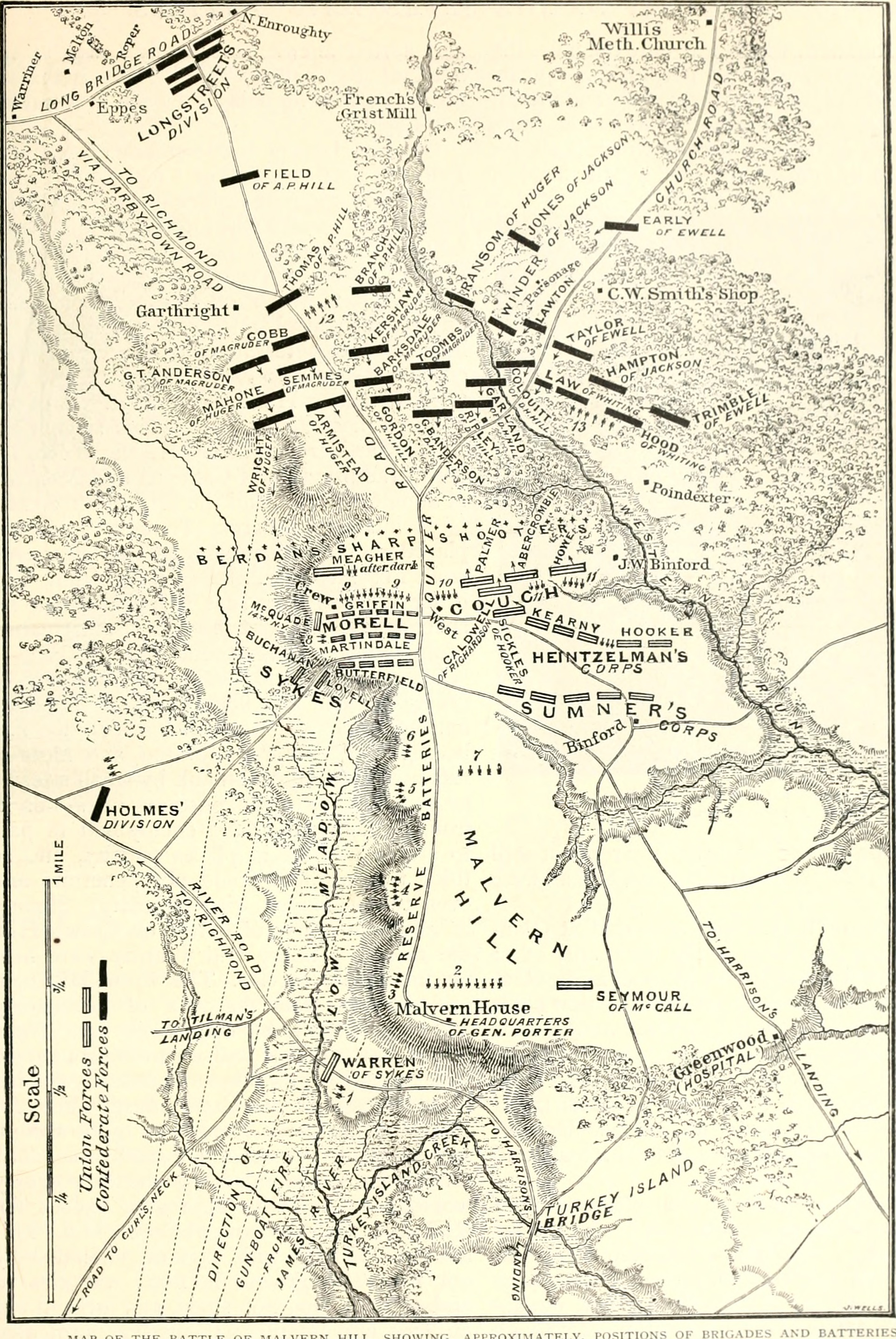
Schlachtverlauf

Jacksons Korps griff als erstes am Morgen des 1. Juli auf dem linken Flügel an. Der Angriff blieb im Abwehrfeuer der Unionsartillerie liegen. Lee teilte den Generalmajoren Jackson, Magruder und Huger gegen 13:30 Uhr mit, dass die Artillerie in Stellung sei, und auf ein Zeichen Brigadegeneral Armisteads, der die Wirkung des Artilleriebeschusses am besten sehen konnte, gemeinsam angegriffen werden sollte. Die Artillerie erreichte jedoch nur mit wenigen Batterien die vorgesehenen Stellungen und wurden von der Unionsartillerie schnell vernichtet, teilweise schossen bis zu 50 Kanonen auf ein einzelnes Geschütz der Konföderierten.
General Lee erhielt gegen 16:00 Uhr eine Meldung, dass die Unionstruppen auf Malvern Hill ausweichen würden und dass Armistead erfolgreich vorgehe. Beide Meldungen waren falsch, aber Lee hörte, was er hören wollte, und befahl Magruder und Huger, Armistead zu folgen. Generalmajor D.H. Hill hörte das Feuergefecht Armisteads mit den Sicherungen des V. Korps des Potomac-Armee und glaubte, dass vereinbarte Signal vernommen zu haben. Er griff mit fünf Brigaden gegen 17:00 Uhr an. Die Angriffe blieben im Abwehrfeuer der Unionsartillerie liegen oder wurden spätestens durch die Infanterie abgewehrt, die erst aus den Stellungen feuerte, wenn sich die Konföderierten auf Musketenschussreichweite genähert hatten. An dem Geschützfeuer beteiligten sich auch zwei Kanonenboote vom James aus.
Hills Division wurde durch das Feuer geschwächt und wich gegen 18:00 Uhr aus. Jetzt führte Magruder zusätzliche Brigaden nacheinander in das Gefecht ein. Die Konföderierten kamen so nahe an die Stellungen der Potomac-Armee heran, dass Porter den Artilleriebatterien befahl, ohne Rücksicht auf eigene Verluste, doppelte Kartätschenladungen zu verschießen. Porter führte gleichzeitig einen Gegenangriff mit mehreren Brigaden bis auf Steinwurfentfernung an die Konföderierten heran. Gleichzeitig wurden seit dem frühen Morgen kämpfenden Artilleriebatterien und Infanterieregimenter durch in Reserve befindliche des I. und III. Korps abgelöst. Der Angriffsschwung der Konföderierten wurde dadurch endgültig gebrochen.
Die Schusswechsel und das Artilleriefeuer setzte sich noch bis 21:00 Uhr fort. Danach blieben nur die Gefallenen und Verwundeten der Konföderierten auf dem Schlachtfeld zurück. Die drei Korps der Potomac-Armee wichen in der Nacht bis nach Harrisons Landing aus. Proteste der Kommandierenden Generale, an denen sich sogar Porter, enger Freund und Protegé McClellans, beteiligte, am nächsten Tag aus den behaupteten Stellungen die geschlagenen Divisionen der Nord-Virginia-Armee anzugreifen, lehnte McClellan ab. Generalmajor Philip Kearny warf McClellan sogar Feigheit und Verrat vor.

## Nachbetrachtung

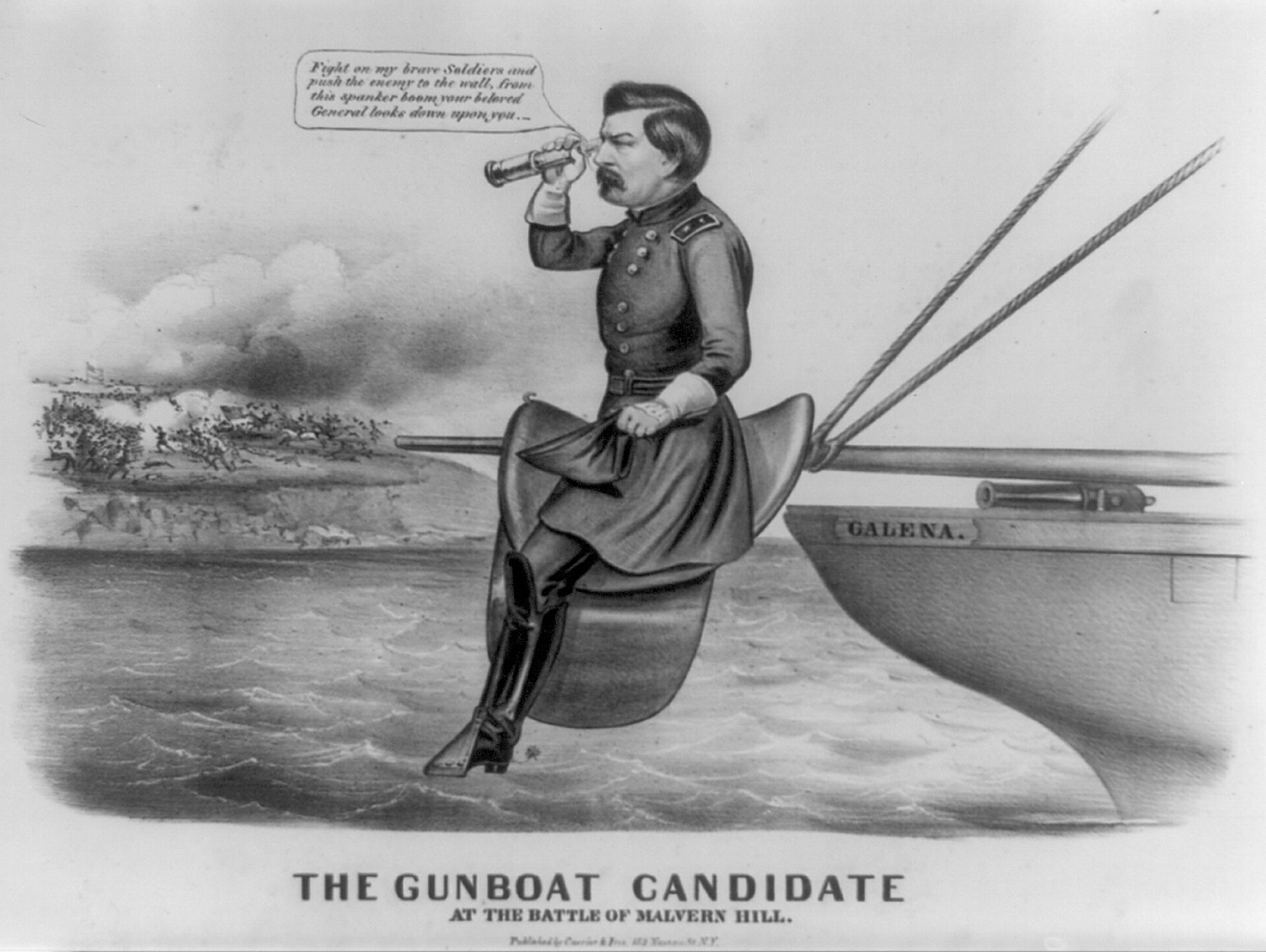
Karikatur über McClellans ängstliche Kriegsführung

Die Schlacht am Malvern Hill war der zweite Sieg der Potomac-Armee während der Sieben-Tage-Schlacht. General Lee hatte die Moral der gegnerischen Soldaten völlig falsch eingeschätzt – trotz der Anzeichen für die Demoralisierung waren sie tatsächlich hoch motiviert und kampfbereit. Der einzige demoralisierte Soldat war in der Tat der Oberbefehlshaber, Generalmajor McClellan, was dazu führte, dass die Siege nicht zum eigenen Vorteil ausgenutzt wurden.
Für die Konföderierten stellte die Schlacht die letzte Möglichkeit dar, „those people“, wie Lee seinen Gegner immer nannte, eine empfindliche Niederlage beizubringen. Wie bereits bei den vorangegangenen Schlachten der Sieben-Tage wurde Lees Plan nur unzureichend ausgeführt. Unwegsame Straßen, schlechte Karten und mangelhafte Ortskenntnis der Divisionskommandeure verlangsamte die Annäherung vor Angriffsbeginn. Versumpftes Gelände hielt Jackson auf, Magruder führte seine Division zunächst in die falsche Richtung, und die Artilleriebatterien erreichten die erkundeten Stellungen nur einzeln. Lees Operationsplan war schwierig zu koordinieren, seine Untergebenen waren seinen Führungsstil immer noch nicht gewohnt, und der Stab war noch nicht eingespielt und setzte die komplizierten Anweisungen Lees ungenügend um. Daniel H. Hill, der als Erster unkoordiniert allein angriff, schrieb nach der Schlacht:
“...the advance after sunset of the nine brigades under Magrudor’s orders. Unfortunately, they did not move together, and were beaten in detail....It was not war---it was murder.” (dt. „...der Angriff der neun Brigaden Magruders nach Sonnenuntergang. Unglücklicherweise griffen sie nicht gemeinsam an, und wurden einzeln geschlagen....Das war kein Krieg---das war Mord.“)
Die Evakuierung der Potomac-Armee aus Harrisons Landing begann am 14. August. Es gab immer wieder Scharmützel mit den Sicherungskräften Richmonds. Da aber Richmond nicht mehr bedroht war, konnte General Lee die Masse der Nord-Virginia-Armee an den Rapidan verlegen und am 7. August den Nord-Virginia-Feldzug gegen Generalmajor Pope beginnen. Am 14. September standen sich die Potomac-Armee und die Nord-Virginia-Armee in Maryland wieder gegenüber.